# 丽江藁本
丽江藁本（学名：Ligusticum delavayi）是伞形科藁本属的植物，为中国的特有植物。分布于中国大陆的云南等地，生长于海拔2,800米至3,800米的地区，常生长在灌丛或草地，目前已由人工引种栽培。